# محمود فتح الله
محمود فتح الله عبده إبراهيم الحناوي (ولد في 13 فبراير 1982 في قرية اللاوندي - مركز أجا بمحافظة الدقهلية) هو مدافع كرة قدم مصري .
كانت بدايات محمود فتح الله في نادي غزل المحلة وتألق وانضم لمنتخب مصر عام 2005. لفت فتح الله الأنظار إليه بعد هذا التألق مما دفع نادي الزمالك إلى التعاقد معه عام 2007 بعد انضمامه للزمالك اختير في قائمة المنتخب المصري المشاركة في كأس الأمم الأفريقية 2008 في غانا، وتمكن من حصد البطولة مع المنتخب.

## إنجازاته
مع الزمالك
- بطولة كأس مصر عام 2008 و عام 2013 و عام 2014 , و (صاحب المركز الثاني) عام 2011
- الدوري المصري الممتاز (صاحب المركز الثاني) موسم 2010/2009 و موسم 2011/2010

مع المنتخب المصري
- كأس الأمم الإفريقية 2008
- كأس الأمم الإفريقية 2010
- مسابقة كرة القدم - دورة الألعاب العربية 2007
- بطوله دوره حوض النيل 2010

## روابط خارجية
- محمود فتح الله على موقع الاتحاد الدولي (مؤرشف)  (الإنجليزية)
- محمود فتح الله على موقع قاعدة بيانات كرة القدم.إي يو (الإنجليزية)
- محمود فتح الله على موقع ناشيونال فوتبول تيمز (الإنجليزية)
- محمود فتح الله على موقع Soccerway.com (الإنجليزية)